# Ахмед, Акбар
Акбар Салаххудин Ахмед (англ. Akbar Salahuddin Ahmed; род. 15 января 1943, Аллахабад, Британская Индия) — пакистанско-американский дипломат и антрополог, писатель и кинорежиссёр, поэт и драматург. Согласно Би-би-си он «ведущий мировой авторитет в области современного ислама». Являлся госслужащим Пакистана и служил послом в Великобритании (1999—2000). Доктор философии, заслуженный профессор Американского университета в Вашингтоне, с 2000 занимает кафедру исламских исследований имени Ибн Халдуна. Занимал кафедру в Военно-морской академии США в Аннаполисе. 
Пакистанец, родился в небольшом городке на реке Ганг в тогдашней Британской Индии.
В конце 1960-х с отличием окончил Бирмингемский университет (BSS), где среди его преподавателей был социолог Джон Рекс. Получил степень магистра искусств в Кембридже.
Докторскую степень получил в Лондонском университете.
Сценарист и исполнительный продюсер фильма-биографии Мухаммада Али Джинны, отца-основателя современного Пакистана («Джинна», 1998), в главную роль в котором исполнил Кристофер Ли.
Помимо английского, владеет урду и французским. Ведет еженедельную колонку для Daily Times, одной из ведущих газет Пакистана.
В его книгах рассматриваются отношения между Западом и миром ислама после 11 сентября.
Последняя книга — «Путешествие в Европу» (2018) (Рец.). Первые три в квартете с той — «Путешествие в ислам: кризис глобализации» (2007), «Путешествие в Америку: вызов ислама» (2010) и «Чертополох и беспилотник: как война Америки с террором стала глобальной войной с племенным исламом» (2013). Две из них сопровождались одноименными документальными фильмами (2009 и 2015).